# ベッグ法
ベッグ法（ベッグほう、Begg technique）は、歯の矯正治療法のうちマルチブラケット法の一つ。レイモンド・ベッグによって1954年に発表された治療法で、エッジワイズ法とはまったく異なる概念である。発表後に多くの改良を経て、1961年にはほぼ現在のベッグ法の大筋が完成した。
ベッグ法は、現代の矯正治療において必ずしも主流ではないが、オーストラリアンワイヤーと呼ばれるラウンドワイヤーを用いた弱い矯正力による歯牙移動は、その後のエッジワイズ法に多大な影響を与えた。